# Curbans
Curbans est une commune française, située dans le département des Alpes-de-Haute-Provence en région Provence-Alpes-Côte d'Azur.
Curbans est située en moyenne montagne, entre Haute-Provence et Hautes-Alpes ; son relief est influencé par les glaciations. La Durance a une présence marquante : son lit dont la largeur varie entre 200 et 500 m forme une coupure nette dans le paysage et les communications. Les collines et les montagnes d’altitude moyenne et les nombreux ravins de la commune forment autant d'autres coupures, et le territoire de Curbans est aussi partagé entre vallée de la Durance et vallée du Grand Vallon. Le terroir, relativement riche, voit plusieurs seigneuries s’installer au Moyen Âge. La vallée de la Durance étant un axe de communication essentiel de la Haute-Provence, elle est empruntée par les armées de toutes époques : en 1588, un combat oppose huguenots et catholiques à Curbans, remporté par Lesdiguières. Elle apporte aussi les rumeurs, comme celle de la Grande Peur en 1789. L’exode rural fait perdre les deux tiers de la population à la commune : vidée de ses habitants, son terroir est progressivement reconquis par la forêt, ce qui permet à des maquis de s’établir dans la commune en 1943-1944. Curbans se modernise ensuite dans la seconde moitié du XXe siècle : construction du barrage de la Saulce dans les années 1960, puis de centrales photovoltaïques plus récemment. Le secteur agricole est encore vigoureux, avec de nombreuses exploitations actives (blé, vergers, maraîchage) ; le canal EDF facilite l’irrigation. La commune a également un certain potentiel touristique, avec le lac de barrage, les montagnes, la chapelle Saint-Pierre (monument inscrit).

## Géographie

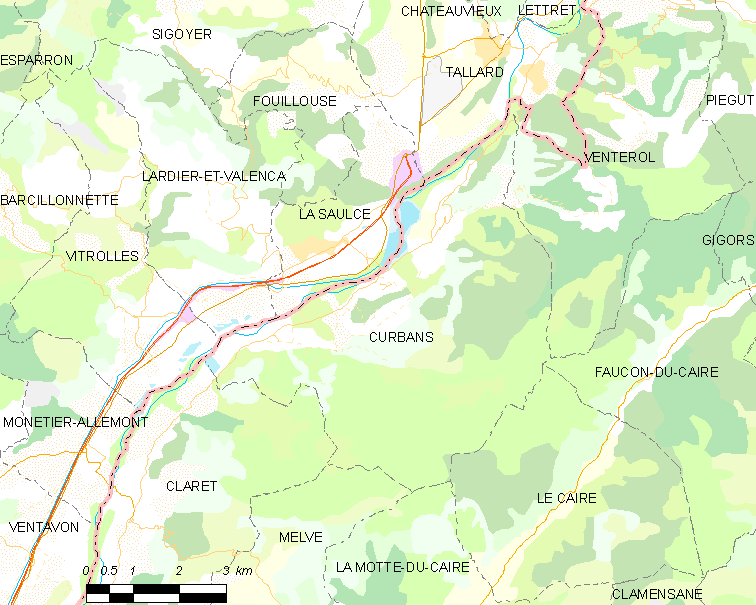
Curbans et les communes voisines (Cliquez sur la carte pour accéder à une grande carte avec la légende).

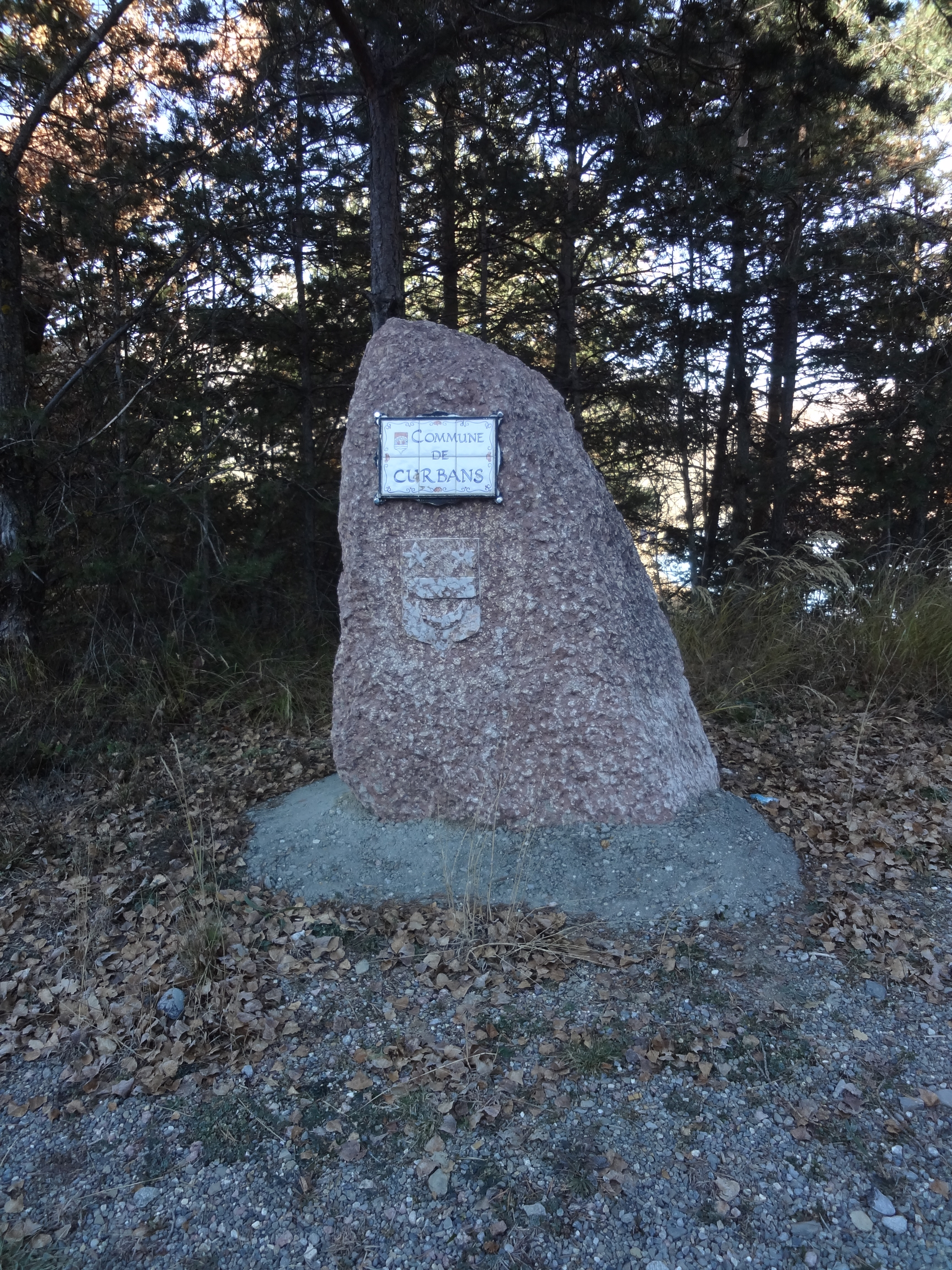
Stèle marquant l’entrée dans la commune, le long de la RD 4.

Le village est situé à environ 645 m d’altitude, sur un promontoire qui se détache des collines et s’avance dans la vallée de la Durance. Il s’est étendu sur le site primitif du château médiéval, aujourd’hui disparu.
Les communes limitrophes de Curbans sont Tallard (Hautes-Alpes), Venterol, Faucon-du-Caire, Le Caire, La Motte-du-Caire, Melve, Claret, Vitrolles (Hautes-Alpes), Lardier-et-Valença (Hautes-Alpes), La Saulce (Hautes-Alpes).
|                                                                                     | Tallard (Hautes-Alpes)     |                 |
| La Saulce (Hautes-Alpes) Lardier-et-Valença (Hautes-Alpes) Vitrolles (Hautes-Alpes) | Curbans                    | Venterol        |
| Claret Melve                                                                        | Le Caire La Motte-du-Caire | Faucon-du-Caire |

### Géologie
Lors des deux dernières grandes glaciations, la glaciation de Riss et la glaciation de Würm, la commune est recouverte par le glacier de la Durance jusqu’aux plus hauts sommets. Une diffluence du glacier franchit à l’est le col de Blaux et pénètre dans la vallée voisine du Grand Vallon.
Au sud du col de Blaux, le replat du Ribassier (1 080 m) est constitué par une formation glacio-lacustre comprenant de bas en haut des cailloutis à matrices sableuses puis des argiles siliceuses variées (10 m)[réf. souhaitée].

### Relief

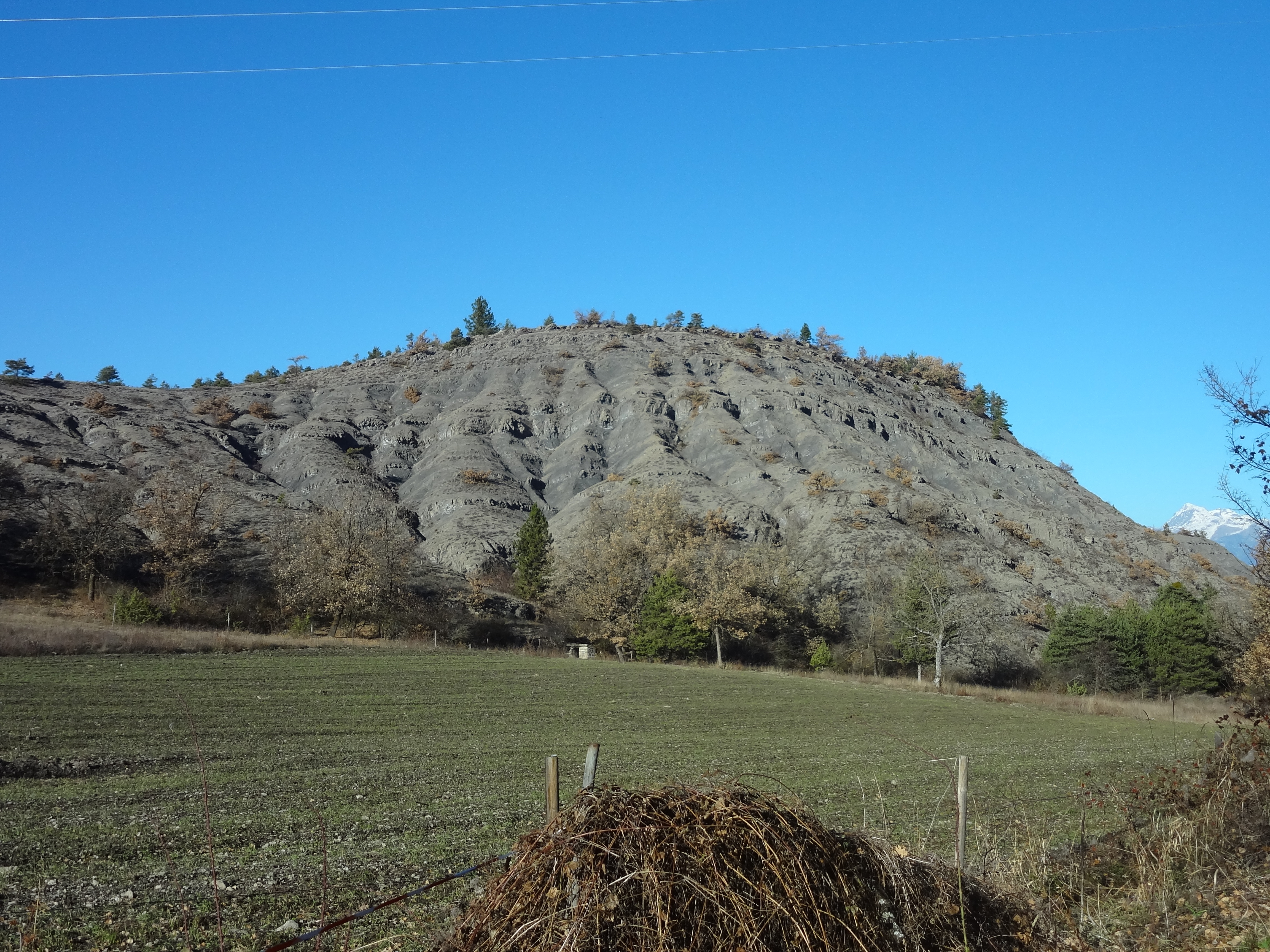
Collines de Valauri (722 m).

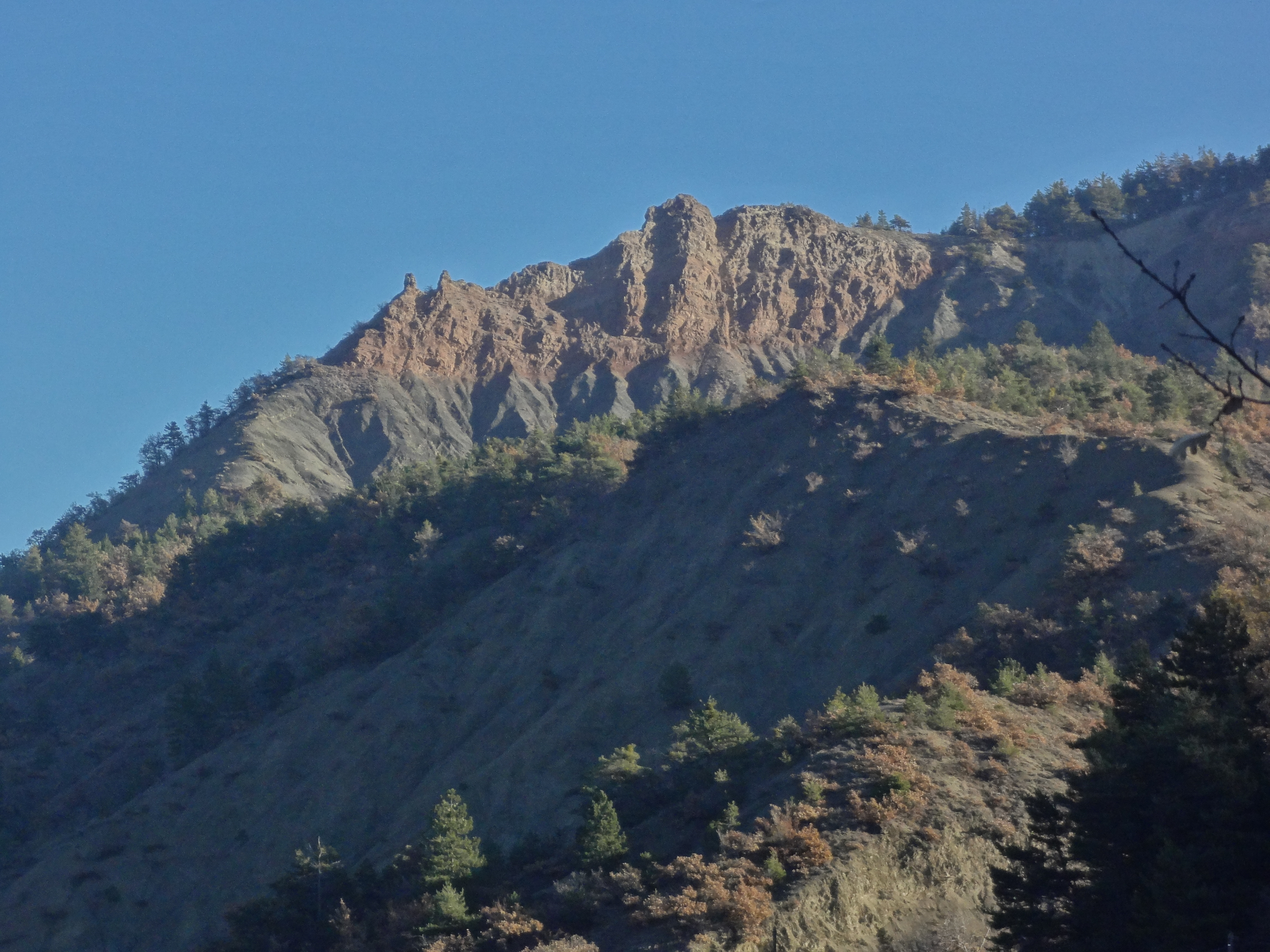
Le Collet Rouge, au sud de la commune (827 m).

La Durance limite la commune au nord-ouest, coulant du nord-est vers le sud-ouest. Une plaine alluviale étroite (moins de 500 m de large) se développe entre 570 (en aval) et 585 m d’altitude (en amont), sur les deux rives du torrent, seule la gauche étant située dans le territoire de Curbans. En allant vers l'est, le relief devient ensuite moins régulier, avec des collines dont les sommets atteignent les 900 m :
- au nord et au voisinage immédiat du village, les Collets, à 756 m ;
- le Picoustau, au sud-est du village (971 m) ;
- quelques collines longeant la Durance, les Aupettes (environ 720 m) ;
- en arrière du hameau de Curnerie, le Pied Guérin (804 m) ;
- puis, dans l’angle situé entre Durance et Claret, Tournoux (804 m), les Planes (897 m), le Collet Rouge (827 m).

En arrière de ces petites collines, on trouve des montagnes plus élevées dont les pentes nord et ouest sont douces et régulières, et les versants est et sud escarpés ou mouvementés :
- la Crête de Terne Rousse, culminant à 1 287 m avec le Piégros comme sommet secondaire à 1 088 m et qui se prolonge jusqu’au pied du Colombier (sur le territoire de Melve) ;
- sur la crête qui porte le Colombier, le Malaup (1 561 m) ;
- le Peynier (1 367 m) ;
- le Serre Bouchard (1 295 m), limitrophe avec Venterol.

Au sud du Peynier, entre ce sommet et la Touiche (1 219 m), le col de Blaux donne passage vers la vallée du Grand Vallon (rivière) et la commune du Le Caire.

### Hydrographie

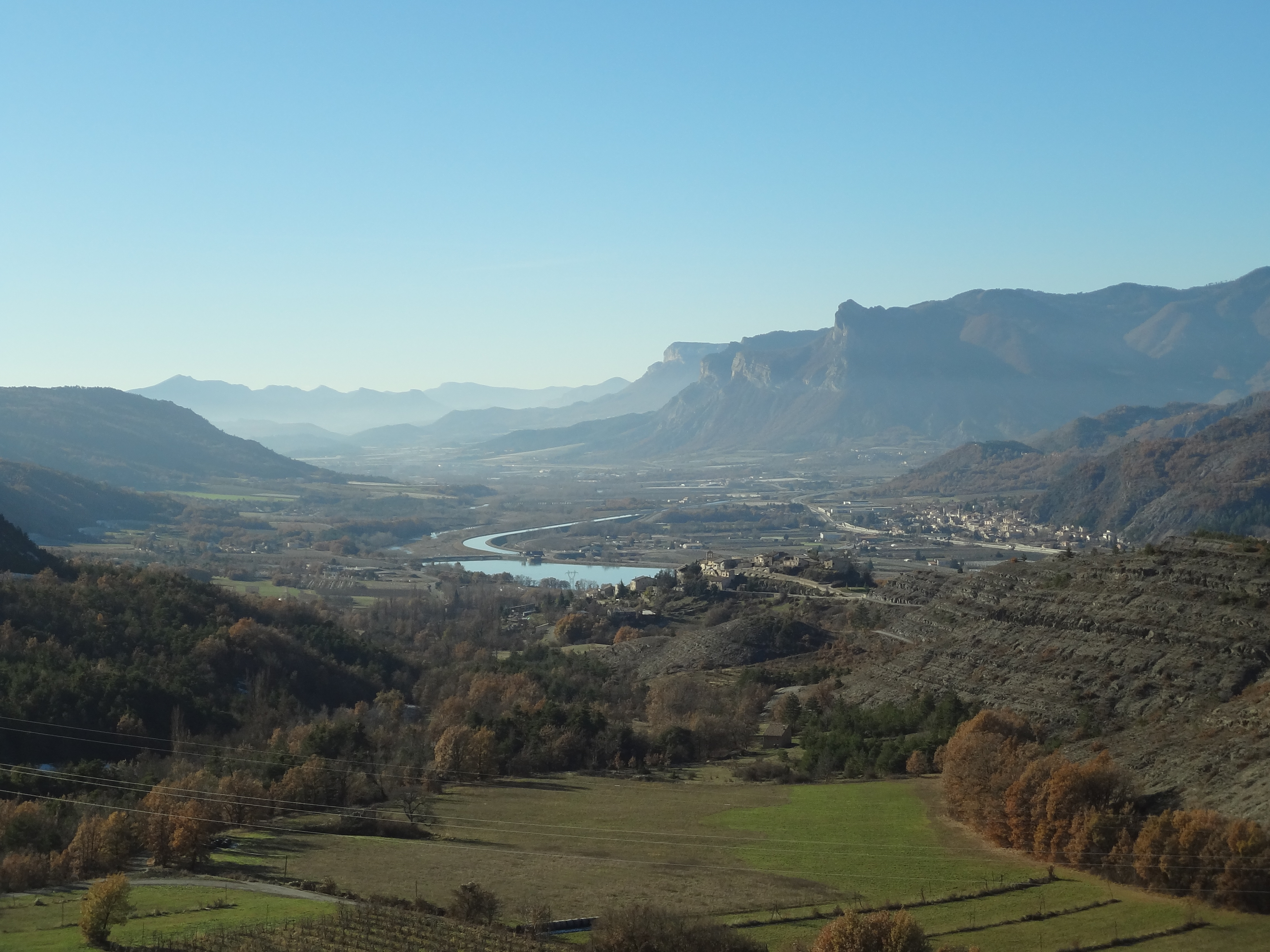
La vallée de la Durance, sillonnée par le canal EDF de Sisteron.

La commune est bordée par la Durance. La présence du barrage EDF de La Saulce sur son cours a créé un lac de retenue, aménagé.
En dehors des nombreux torrents à écoulement intermittent (parfois susceptibles de prendre des dimensions dévastatrices), plusieurs torrents drainent les collines vers la Durance ; du nord au sud, on a le ravin de Saint-Maime (dont la source est à Venterol), le torrent de Saint-Pierre (au pied du village et de l’église qui lui donne son nom), le Riou des Mioux, l’Usclaye, née au pied du Malaup et près de l’ermitage Saint-Jérôme, le ravin de la Combe Combe, qui forme sur son cours supérieur la limite entre Claret et Curbans.
Enfin, sur le versant méridional du Peynier, le ravin du Col de Blaux s’écoule vers le Grand Vallon et le torrent de la Combe, qui coule au pied du Peynier, forme la limite entre Curbans et Le Caire, puis entre Curbans et Faucon-du-Caire

### Transports

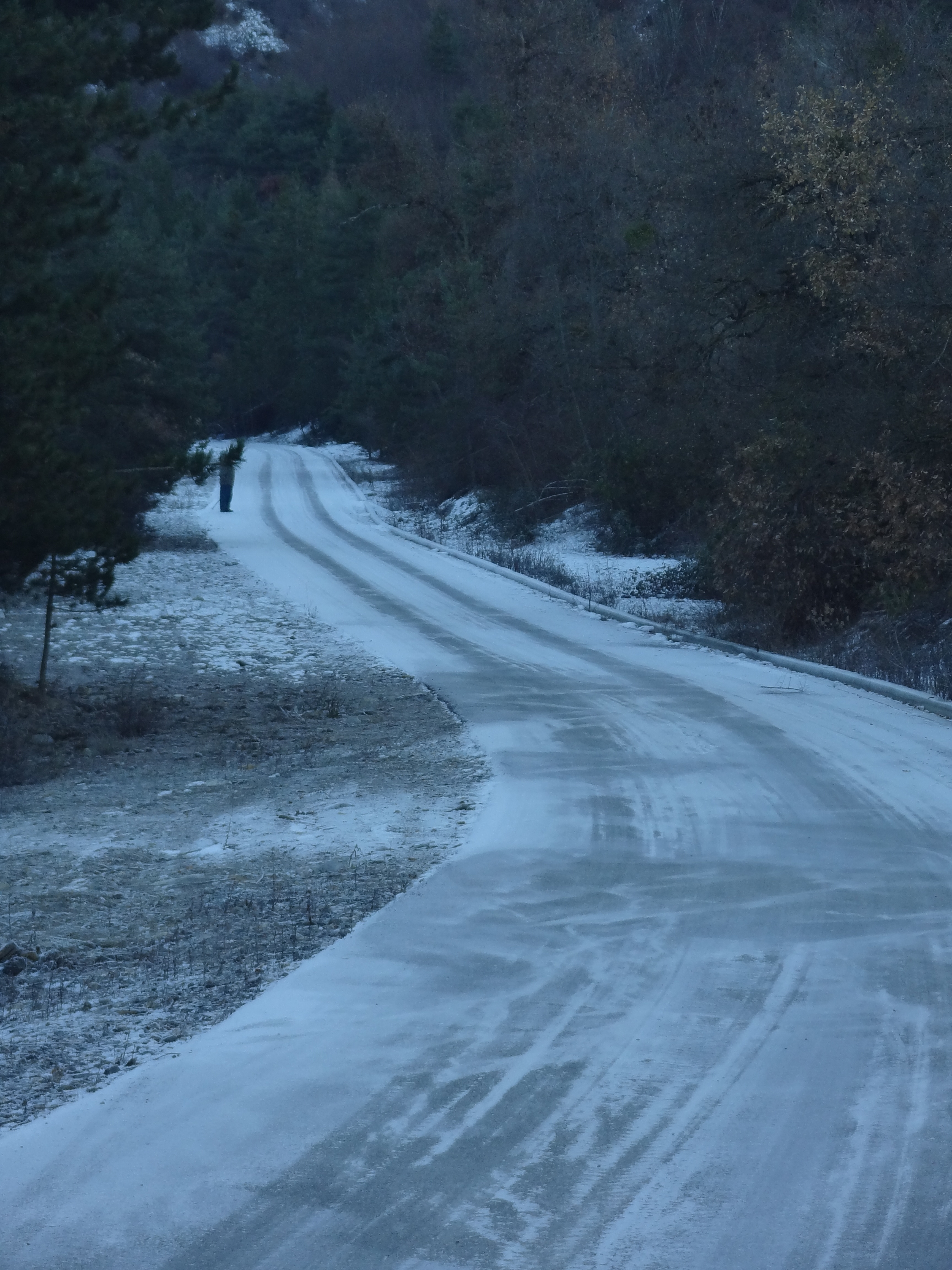
Bien que provençale, la commune est soumise à des hivers pendant lesquels certaines routes ne dégèlent pas. Ici, la route du futur, qui conduit à la centrale photovoltaïque du col de Blaux.

La commune de Curbans est desservie par la route départementale RD 4, qui longe la Durance entre Thèze et Tallard. La RD 19a emprunte le pont-barrage de Curbans pour traverser la Durance et rejoint la RD 1085 (ancienne route nationale 85) qui suit la rive droite de la Durance. La RD 1085 permet aussi de rejoindre l’échangeur de la Saulce, terminus théoriquement provisoire de l’autoroute A51.
Le centre du village est traversé par la route départementale 554.

### Risques naturels et technologiques
Aucune des 200 communes du département n'est en zone de risque sismique nul. L'ancien canton de La Motte-du-Caire auquel appartient Curbans est en zone 1a (sismicité très faible mais non négligeable) selon la classification déterministe de 1991, basée sur les séismes historiques, et en zone 3 (risque modéré) selon la classification probabiliste EC8 de 2011. La commune de Curbans est également exposée à trois autres risques naturels :
- feu de forêt ;
- inondation (dans la vallée de la Durance) ;
- mouvement de terrain.

La commune de Curbans est également exposée à deux risques d’origine technologique :
- celui de transport de matières dangereuses par route[8]. L’autoroute A51 passe en bordure de limite communale, mais sur la rive opposée de la Durance, ce qui a suffi à ce que la commune soit considérée comme concernée par ce risque[9] ;
- celui de rupture de barrage : en cas de rupture du barrage de Serre-Ponçon, toute la vallée de la Durance serait menacée par l’onde de submersion[10].

Aucun plan de prévention des risques naturels prévisibles (PPR) n’existe pour la commune et le Dicrim n’existe pas non plus.

### Lieux-dits et hameaux
En plus du village, la commune comporte 2 hameaux :
- Rousset ;
- la Curnerie.

### Toponymie
La localité apparaît pour la première fois dans les textes en 1193 (de Curbanno). Charles Rostaing lui donne une racine oronymique (désignant une montagne) *KuR-, se basant sur la situation du village, bâti en pente au-dessus de la Durance. Ernest Nègre penche pour une formation sur le nom de personne Curvus, avec le suffixe -anum (ferme de Curvus), déformé par sa proximité avec le mot corbus,. Les hypothèses du début du XIXe siècle, latin cura et provençal ban pour cure et bains, sont aujourd’hui rejetées.

## Histoire

### Préhistoire et Antiquité
Des sépultures sous tegulae ont été retrouvées à plusieurs endroits de la commune : au col de Blaux, sur la colline de Tournoux, et au hameau du Pin (au pied de la colline de Tournoux).

### Moyen Âge
La localité apparaît dans les archives à la fin du XIIe siècle, quand son seigneur Attanalfus est cité. La seigneurie du lieu appartient aux d’Agoult dès le XIIIe siècle. Au Moyen Âge, Rousset et Aujarde formaient des seigneuries indépendantes de celle de Curbans. La seigneurie de Rousset revient aux Mison ; à partir de 1260, les d’Agoult leur succèdent jusqu’au début du XVe siècle. La seigneurie de Curbans fait partie du douaire de Béatrice de Savoie ; enfin, les Hospitaliers ont un temps possédé une seigneurie foncière au XIVe siècle.
Au Moyen Âge, trois lieux d'implantations monastiques sont sur le territoire de l’actuelle commune. Celui de Notre-Dame-du-Pin, fondé par l’abbaye de l’Île-Barbe, à Lyon, puis passé à l’abbaye de Psalmody (Gard) au XIIIe siècle, puis géré par l'ordre de Saint-Jérôme décrit ci-après.
À partir de 1396, un ermitage de l'Ordre de Saint-Jérôme s'installe aux confins des montagnes de Melve et de Curbans. Il était installé en haut d’une gorge étroite dans des cellules creusées dans la roche. Sur le versant Ouest de la montagne de Malaup, un lieu-dit est d’ailleurs appelé « Saint-Jérôme ». On raconte que le jour de la fête de l’immaculée Conception, le 8 décembre, quelques moines se sont fait manger par des loups en descendant à l’église Notre-Dame du Pin pour l’office. Un ermitage aurait été aussi installé sur le flanc du Malaup. Les d’Agoult leur avaient fait don de l’ermitage de Gaure en 1398. Ces possessions furent peut-être les seules de cet ordre Ibère en France. Ces endroits sauvages et désertiques étaient favorables à la solitude érémitique mais impropre à toute culture. Aussi, il leur fut attribué le domaine du Pin pour subvenir à leurs besoins.

### Temps modernes
Lors des Guerres de religion, les huguenots s’installent à Curbans en 1568. La ville est assiégée en 1572. En 1588, un combat a lieu entre Lesdiguières et le gouverneur de Gap, Saint-Jean. Celui-ci est battu et se réfugie à Claret. Lesdiguières achète la seigneurie de Curbans puis elle passe aux Pontis au XVIIe siècle, et enfin aux Burle au XVIIIe siècle. Les Lamanon, anoblis en 1572, deviennent principaux seigneurs du fief de Rousset au XVIIe siècle. Enfin les Burle et les Gervasy leur succèdent jusqu’à la Révolution. Les Burle sont aussi détenteurs du fief d’Aujarde.
Précédemment occupé par des hiéronymites, en 1614, le prieuré de Notre-Dame-du-Pin, trop pauvre et abandonné par ses moines, est rattaché au collège des Jésuites de Sisteron (ou au séminaire d’Embrun selon Thiery, ou encore au collège des jésuites d’Embrun selon Michel d’Annoville). Brièvement occupé par un fermier, il est réoccupé par l’ordre de Psalmody de 1707 à la Révolution,.
Au XVIIIe siècle, le village du col de Blaux disposait de sa propre chapelle, située à un kilomètre du village. Elle a disparu.
Un gisement de plomb est mis en exploitation dans les années 1770, au Mont Aujarde (ou Pied Aujarde), près du hameau de Curnerie. Mais elle est très peu rentable et l’activité s’éteint rapidement.

### Révolution française

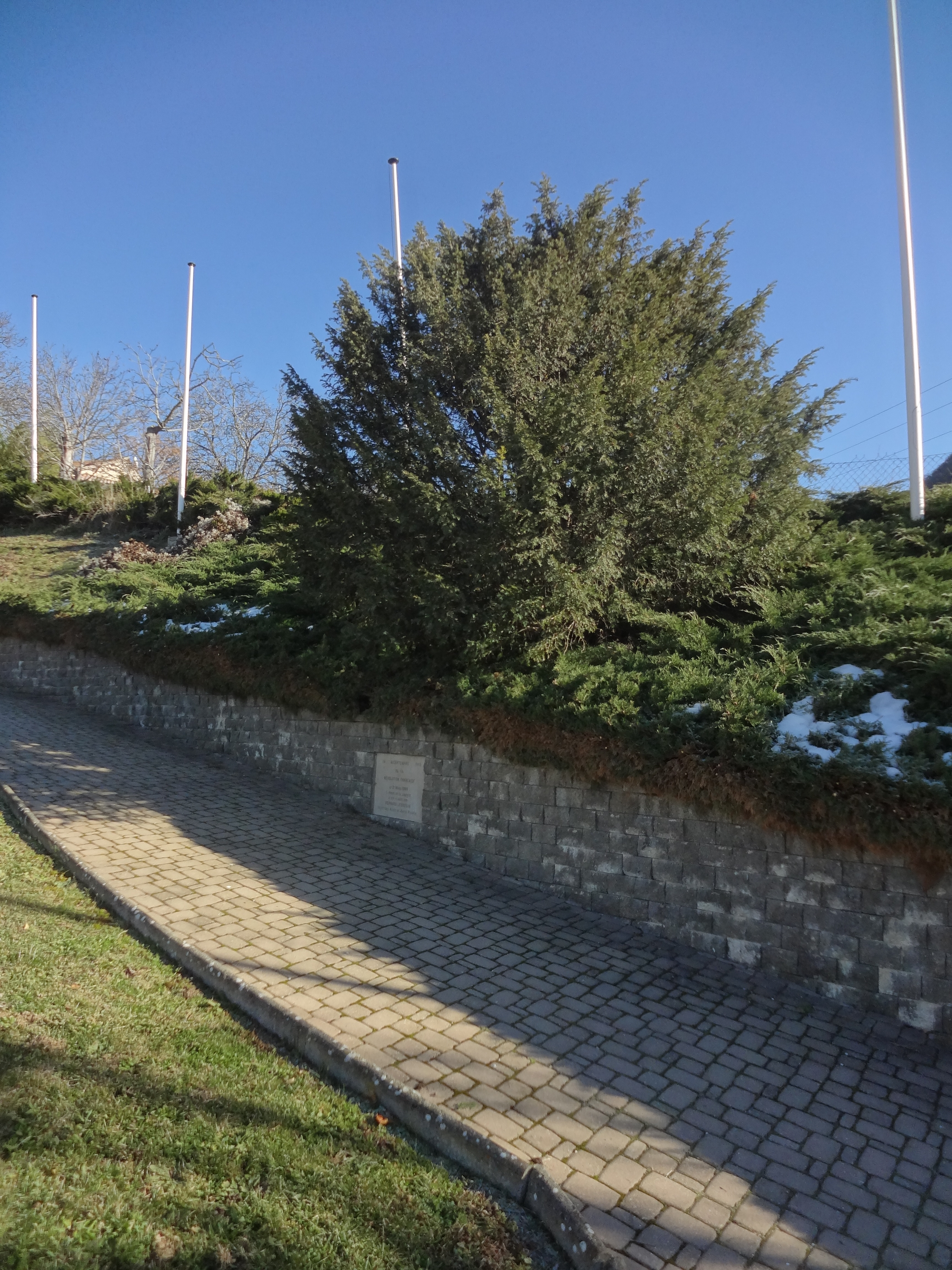
Arbre de la liberté, replanté en 1989.

Au début de la Révolution française, la nouvelle de la prise de la Bastille est accueillie favorablement, mais provoque un phénomène de peur collective d’une réaction aristocratique. Localement, la Grande Peur, venant de Tallard et appartenant au courant de la « peur du Mâconnais », atteint la région de La Motte le soir du 31 juillet 1789. Les consuls de la communauté villageoise sont prévenus qu’une troupe de 5 000 à 6 000 brigands se dirige vers la Haute-Provence après avoir pillé le Dauphiné. Les communautés de La Motte, Clamensane, Saint-Geniez, Authon, Curbans, Bayons et Claret constituent ensemble une troupe de 700 hommes armés. Elles mettent le marquis d’Hugues de Beaujeu à sa tête, qui décide de se porter au-devant du danger en allant surveiller les bacs sur la Durance.
Dès le 2 août, l’affolement retombe, les faits-divers à l’origine des rumeurs étant éclaircis. Mais un changement important a eu lieu : les communautés se sont armées, organisées pour se défendre et défendre leurs voisins. Un sentiment de solidarité est né à l’intérieur des communautés et entre communautés voisines, et les consuls décident de maintenir les gardes nationales. Aussitôt la peur retombée, les autorités recommandent toutefois de désarmer les ouvriers et les paysans sans terre, pour ne conserver que les propriétaires dans les gardes nationales.
Le domaine des ermites de Saint-Jérôme et des Psalmodiens, comprenant maisons, église Notre-Dame-du-Pin, terres, vigne, jardins, est vendu comme bien national à la Révolution,, : les bâtiments sont détériorés par le nouveau propriétaire. En 1793, le château, déclaré lui aussi bien national, est mis aux enchères pour démolition .

### Époque contemporaine
Plusieurs activités minières ont existé à Curbans. D’abord, on tente de relancer la mine de plomb en 1820, puis en 1854-1858, mais les deux tentatives sont des échecs. Les carrières de gypse ont été en activité jusqu’au XXe siècle. Une carrière de la société Les Ballastières de Vitrolles prélevait annuellement 100 000 m3 de granulats dans le lit de la Durance jusqu'à la fin du XXe siècle, au lieu-dit Monetier. L'extraction concernait une superficie de 200 ha.
Un bac permettant de traverser la Durance existe de 1800 à 1885. Une école a desservi le village du col de Blaux, de 1880 à 1912, lorsque sa population dépassait les 60 habitants.

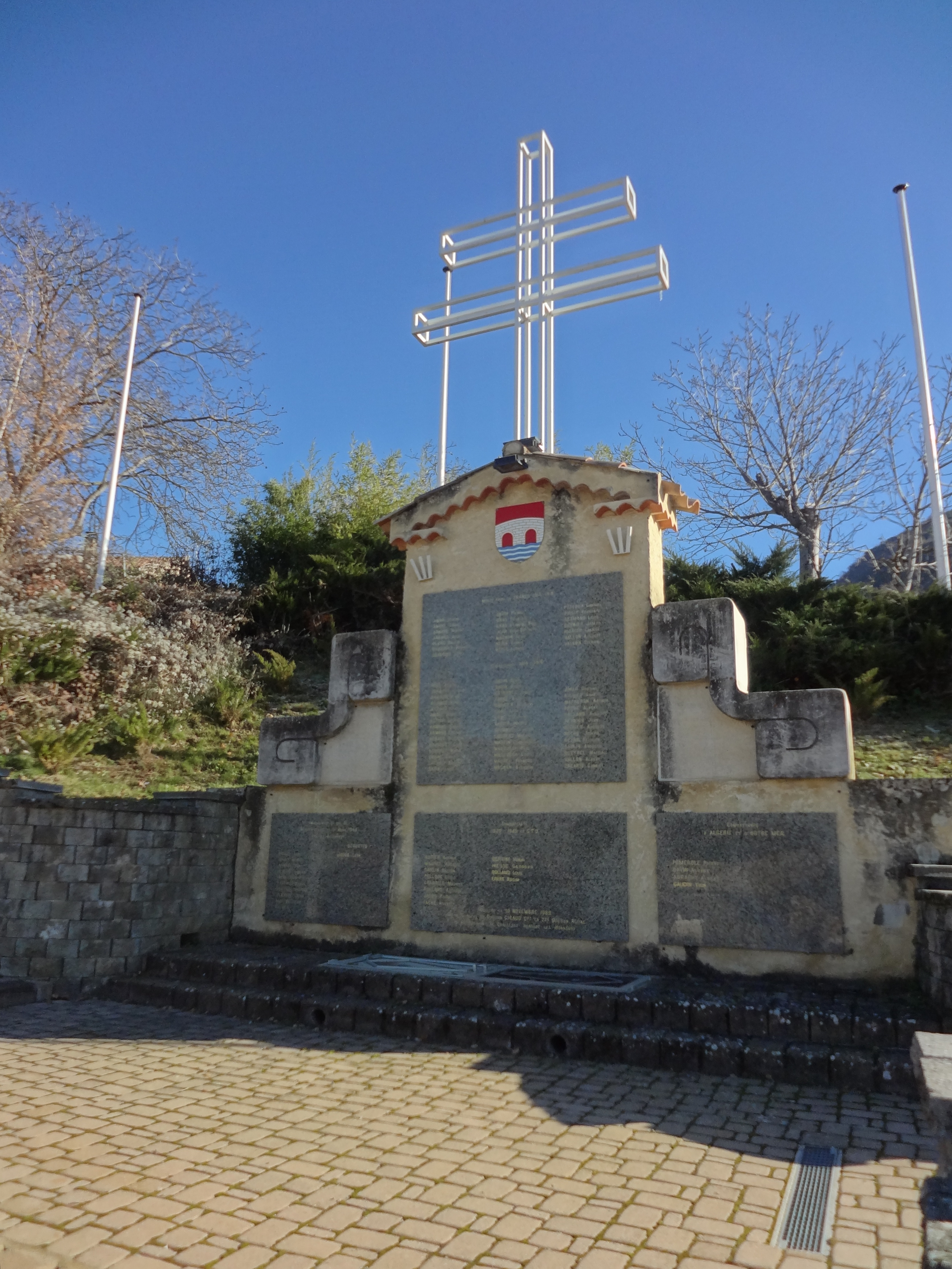
Le monument aux morts exalte le gaullisme, fait rare dû à sa récente reconstruction.

Le coup d'État du 2 décembre 1851 commis par Louis-Napoléon Bonaparte contre la Deuxième République provoque un soulèvement armé dans les Basses-Alpes, en défense de la Constitution. Après l’échec de l’insurrection, une sévère répression poursuit ceux qui se sont levés pour défendre la République : 7 habitants de Curbans sont traduits devant la commission mixte, la peine la plus courante étant la déportation en Algérie.
Comme de nombreuses communes du département, Curbans se dote d’écoles bien avant les lois Jules Ferry : en 1863, elle compte déjà deux écoles dispensant une instruction primaire aux garçons, situées au chef-lieu et au hameau du Col de Blaux. Aucune instruction n’est donnée aux filles : la loi Falloux (1851) n’impose l’ouverture d’une école de filles qu’aux communes de plus de 800 habitants. La première loi Duruy (1867), qui abaisse ce seuil à 500 habitants, ne concerne pas la commune de Curbans, qui ouvre néanmoins une école de filles sans y être obligée.
Pendant la Seconde Guerre mondiale, un maquis multinational s’implante à Curbans, dans le secteur de Col de Blaux, à l’écart des vallées principales et des routes fréquentées. Il prend le nom de « maquis Robespierre ». Dans la nuit du 11 au 12 décembre 1943, le maquis du col de Blaux (AS[réf. souhaitée]), est pris en souricière par la Wehrmacht à la maison Estornel. La maison est dynamitée, et quatorze maquisards sont arrêtés. Dix maquisards d’entre eux sont fusillés le 31 mars 1944. Les deux Italiens sont condamnés à des travaux forcés ; un autre est déporté en camp de concentration et le dernier déporté au Service du travail obligatoire. Un monument à leur mémoire est inauguré en 2007 par la mairie de Curbans
,.
Dans les années 1970, un mouvement de résistance à un projet d’aéroport se développe dans la commune proche de Vaumeilh. En écho à cette lutte, un projet de construction de chalets spéculatifs est annulé par une mobilisation regroupant classes moyennes urbanisées et paysans modernistes, et avec l’inspiration d’une association de Vaumeilh.

## Héraldique
| Blason utilisé sur les plaques de rue et lieux-dits. | Blasonnement : De gueules, à un pont de deux arches d'argent, sur une rivière du même. À droite : la commune utilise une version à la rivière colorée de bleu sur les plaques de rue et lieux-dits. |  |

Armes parlantes : les armes de Curbans sont celle de la famille de Pontis qui possédait cette terre à l'époque de l'enregistrement de ces armoiries, à la fin du XVIIe siècle. Elles n’ont depuis varié que sur des points de détail.

## Politique et administration

### Intercommunalité
Curbans était, en 2011, l'une des treize communes du département (sur 200) à n'être rattachée à aucune intercommunalité. La loi no 2010-1563 du 16 décembre 2010 portant réforme des collectivités territoriales visait à « achever la carte intercommunale, notamment par le rattachement des dernières communes isolées à des établissements publics de coopération intercommunale à fiscalité propre ». Le schéma départemental de coopération intercommunale de 2011 prévoyait l'intégration de la commune dans le pôle de La Motte-Turriers.
Curbans a fait partie, de 2014 à 2016, de la communauté de communes de La Motte-du-Caire - Turriers,, laquelle a fusionné avec trois autres communautés de communes en 2017, dont celle du Sisteronais,. Contrairement aux autres communes de l'ancienne communauté de communes de La Motte-du-Caire - Turriers, qui ont rejoint une intercommunalité autour de Sisteron, Curbans est rattachée à une communauté d'agglomération des Hautes-Alpes, nommée « communauté d'agglomération Gap-Tallard-Durance ».

### Municipalité
| Période                                  | Période                       | Identité         | Étiquette | Qualité |
| ---------------------------------------- | ----------------------------- | ---------------- | --------- | ------- |
| Les données manquantes sont à compléter. |                               |                  |           |         |
| mai 1945                                 | 1953                          | Gabriel Allibert |           |         |
| 1953                                     | 1954                          | Allibert Yasse   |           |         |
| 1954                                     | 1977                          | Joseph Abel      |           |         |
| 1977                                     | 1984                          | Jean Peyrot      |           |         |
| 1984                                     | 2014                          | Daniel Rolland   |           |         |
| avril 2014                               | En cours (au 21 octobre 2014) | Laurence Allix,  |           |         |

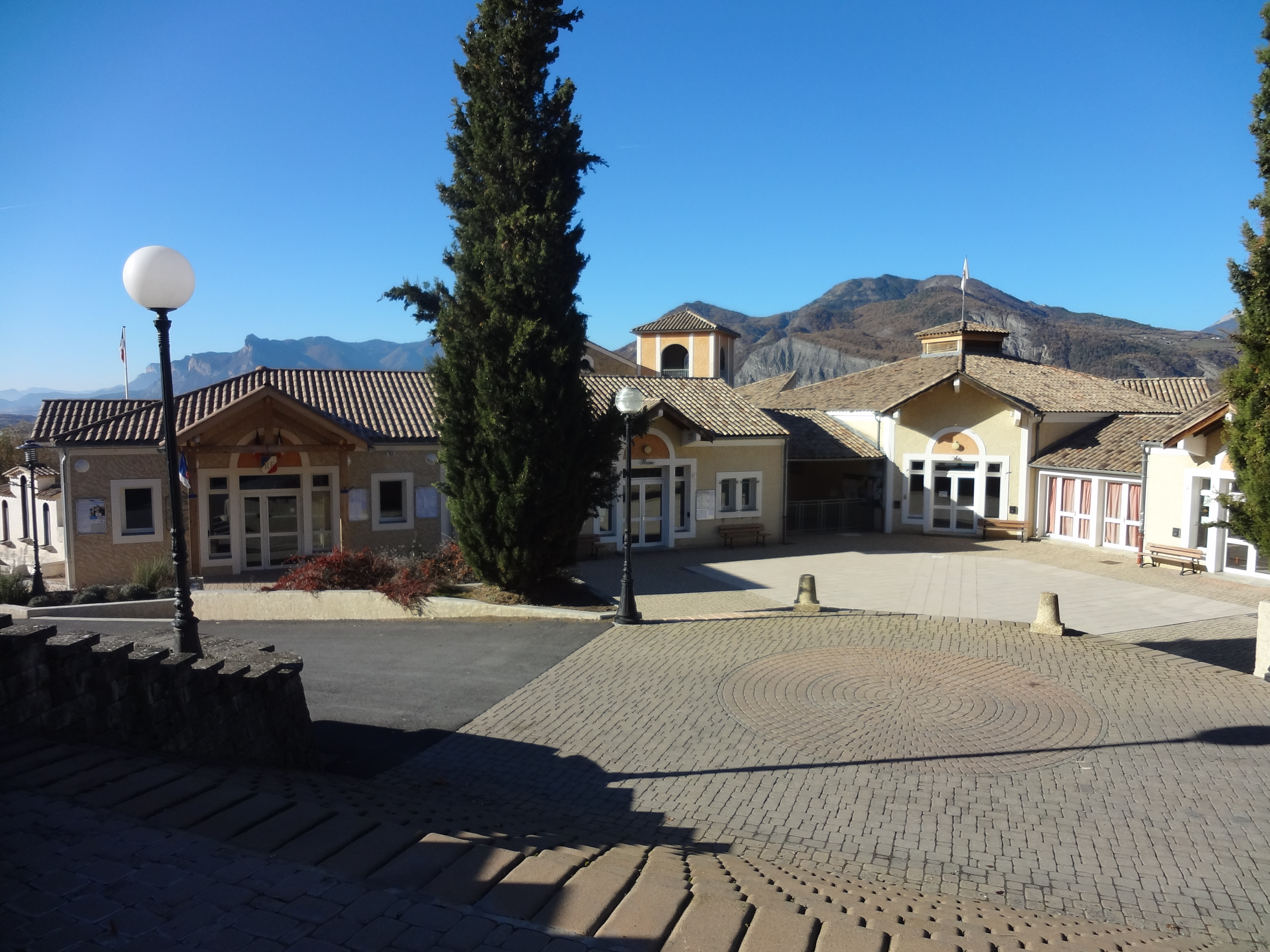
Nouvelle mairie, inaugurée en 2013.

L'élection de la liste de Laurence Allix, sur laquelle figurait en tête l'ancien maire Daniel Rolland, fait l'objet d'un recours par la liste de Paul Weisbuch, procureur de la République, la liste arrivée en tête ayant diffusé sur ses tracts la photo du président du Conseil constitutionnel, Jean-Louis Debré, qui est rejeté en juin.

### Instances judiciaires et administratives
Curbans est une des 34 communes du canton de Seyne depuis 2015, qui totalise 8 377 habitants en 2012.

### Climat
Pour des articles plus généraux, voir Climat de Provence-Alpes-Côte d'Azur et Climat des Alpes-de-Haute-Provence.
En 2010, le climat de la commune est de type climat méditerranéen altéré, selon une étude du Centre national de la recherche scientifique s'appuyant sur une série de données couvrant la période 1971-2000. En 2020, Météo-France publie une typologie des climats de la France métropolitaine dans laquelle la commune est exposée à un climat de montagne ou de marges de montagne et est dans la région climatique Alpes du sud, caractérisée par une pluviométrie annuelle de 850 à 1 000 mm, minimale en été.
Pour la période 1971-2000, la température annuelle moyenne est de 11 °C, avec une amplitude thermique annuelle de 18,3 °C. Le cumul annuel moyen de précipitations est de 1 015 mm, avec 7,8 jours de précipitations en janvier et 5,3 jours en juillet. Pour la période 1991-2020, la température moyenne annuelle observée sur la station météorologique de Météo-France la plus proche, « Tallard », sur la commune de Tallard à 4 km à vol d'oiseau, est de 11,3 °C et le cumul annuel moyen de précipitations est de 766,0 mm. 
La température maximale relevée sur cette station est de 40 °C, atteinte le 28 juin 2019 ; la température minimale est de −20,5 °C, atteinte le 13 janvier 1987,,.
Les paramètres climatiques de la commune ont été estimés pour le milieu du siècle (2041-2070) selon différents scénarios d'émission de gaz à effet de serre à partir des nouvelles projections climatiques de référence DRIAS-2020. Ils sont consultables sur un site dédié publié par Météo-France en novembre 2022.

## Urbanisme

### Typologie
Au 1er janvier 2024, Curbans est catégorisée commune rurale à habitat dispersé, selon la nouvelle grille communale de densité à 7 niveaux définie par l'Insee en 2022.
Elle est située hors unité urbaine. Par ailleurs la commune fait partie de l'aire d'attraction de Gap, dont elle est une commune de la couronne,. Cette aire, qui regroupe 73 communes, est catégorisée dans les aires de 50 000 à moins de 200 000 habitants,.

### Occupation des sols
L'occupation des sols de la commune, telle qu'elle ressort de la base de données européenne d’occupation biophysique des sols Corine Land Cover (CLC), est marquée par l'importance des forêts et milieux semi-naturels (80,9 % en 2018), en augmentation par rapport à 1990 (77,8 %). La répartition détaillée en 2018 est la suivante :
forêts (50,6 %), milieux à végétation arbustive et/ou herbacée (17,3 %), zones agricoles hétérogènes (14,3 %), espaces ouverts, sans ou avec peu de végétation (13 %), eaux continentales (1,8 %), cultures permanentes (1,3 %), zones industrielles ou commerciales et réseaux de communication (0,9 %), terres arables (0,9 %).
L'évolution de l’occupation des sols de la commune et de ses infrastructures peut être observée sur les différentes représentations cartographiques du territoire : la carte de Cassini (XVIIIe siècle), la carte d'état-major (1820-1866) et les cartes ou photos aériennes de l'IGN pour la période actuelle (1950 à aujourd'hui).

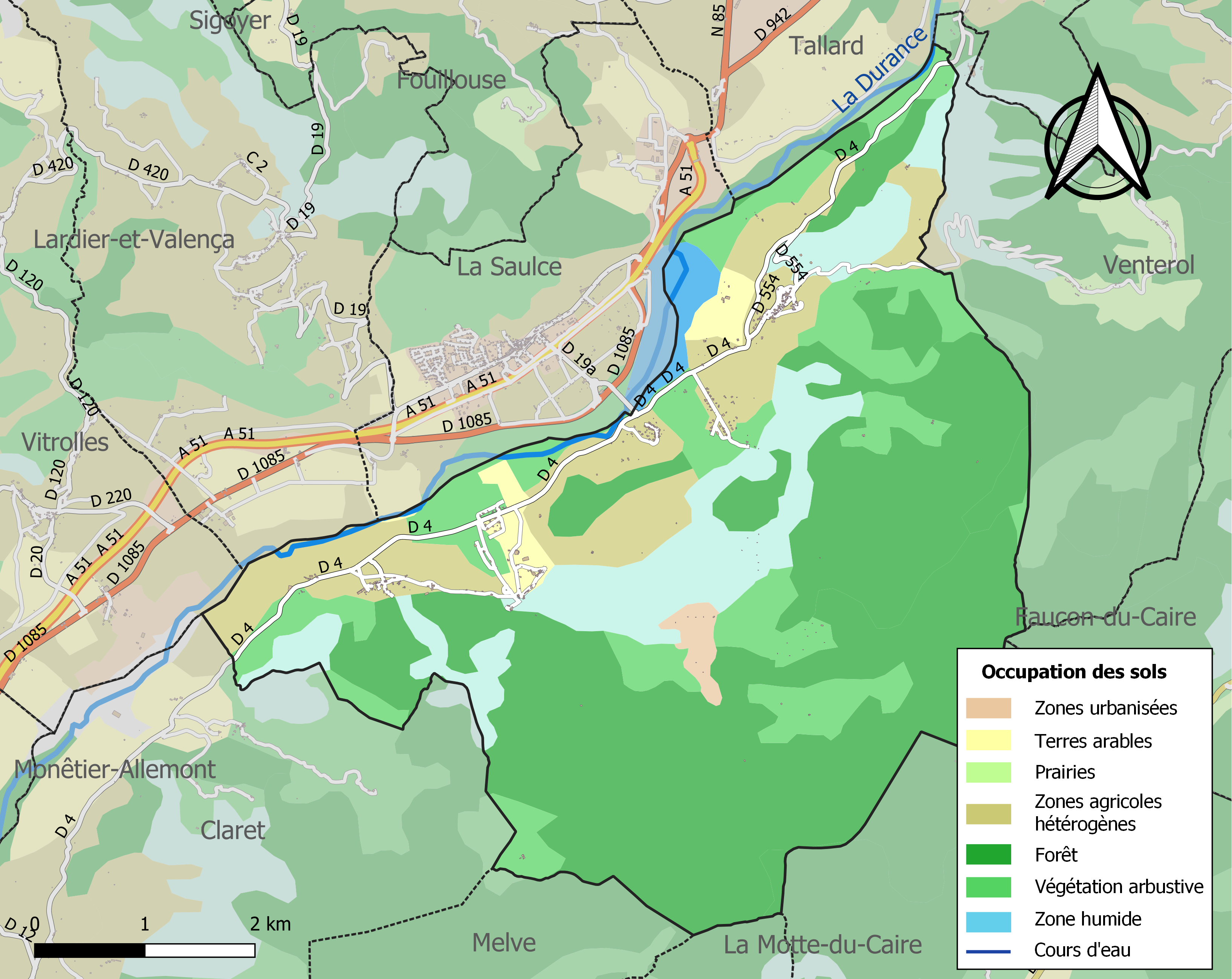
Carte de l'occupation des sols de la commune en 2018 (CLC).

### Budget et fiscalité
| Taxe                                                | Part communale | Part intercommunale | Part départementale | Part régionale |
| --------------------------------------------------- | -------------- | ------------------- | ------------------- | -------------- |
| Taxe d'habitation (TH)                              | 4,63 %         | 0,00 %              | 5,53 %              | 0,00 %         |
| Taxe foncière sur les propriétés bâties (TFPB)      | 31,29 %        | 8,94 %              | 14,49 %             | 2,36 %         |
| Taxe foncière sur les propriétés non bâties (TFPNB) | 47,16 %        | 31,69 %             | 47,16 %             | 8,85 %         |
| Taxe professionnelle (TP)                           | 21,55 %*       | 0,00 %              | 10,80 %             | 3,84 %         |

Les revenus de la commune sont complétés par la présence de la centrale solaire photovoltaïque. La location du terrain rapporte à la commune 3 000 € par hectare, ainsi que 400 000 € de rentrées fiscales.

## Démographie
L'évolution du nombre d'habitants est connue à travers les recensements de la population effectués dans la commune depuis 1765. Pour les communes de moins de 10 000 habitants, une enquête de recensement portant sur toute la population est réalisée tous les cinq ans, les populations de référence des années intermédiaires étant quant à elles estimées par interpolation ou extrapolation. Pour la commune, le premier recensement exhaustif entrant dans le cadre du nouveau dispositif a été réalisé en 2004.
En 2022, la commune comptait 577 habitants, en évolution de +0,17 % par rapport à 2016 (Alpes-de-Haute-Provence : +2,84 %, France hors Mayotte : +2,11 %).
| 1765 | 1793 | 1800 | 1806 | 1821 | 1831 | 1836 | 1841 | 1846 |
| ---- | ---- | ---- | ---- | ---- | ---- | ---- | ---- | ---- |
| 498  | 539  | 515  | 609  | 611  | 618  | 624  | 558  | 570  |

| 1851 | 1856 | 1861 | 1866 | 1872 | 1876 | 1881 | 1886 | 1891 |
| ---- | ---- | ---- | ---- | ---- | ---- | ---- | ---- | ---- |
| 570  | 521  | 533  | 520  | 425  | 409  | 446  | 428  | 413  |

| 1896 | 1901 | 1906 | 1911 | 1921 | 1926 | 1931 | 1936 | 1946 |
| ---- | ---- | ---- | ---- | ---- | ---- | ---- | ---- | ---- |
| 404  | 387  | 380  | 358  | 263  | 220  | 218  | 225  | 177  |

| 1954 | 1962 | 1968 | 1975 | 1982 | 1990 | 1999 | 2004 | 2006 |
| ---- | ---- | ---- | ---- | ---- | ---- | ---- | ---- | ---- |
| 150  | 148  | 136  | 119  | 164  | 241  | 292  | 325  | 333  |

| 2009 | 2014 | 2019 | 2022 | - | - | - | - | - |
| ---- | ---- | ---- | ---- | - | - | - | - | - |
| 418  | 512  | 571  | 577  | - | - | - | - | - |

| 1315    | 1471    |
| ------- | ------- |
| 95 feux | 48 feux |

L'histoire démographique de Curbans, après la saignée des XIVe et XVe siècles et le long mouvement de croissance jusqu'au début du XIXe siècle, est marquée par une période d'« étale » où la population reste relativement stable à un niveau élevé. Cette période dure pendant toute la première moitié du XIXe siècle. L'exode rural provoque ensuite un mouvement de baisse de la population de longue durée. En 1921, la commune a perdu plus de la moitié de sa population par rapport au maximum historique de 1846-1851. Le mouvement de baisse ne s'interrompt définitivement que dans les années 1970, pour s'inverser et laisser place à une croissance rapide : depuis 1975, la population a triplé et dépassé le niveau de la fin du XIXe siècle.

## Économie

### Aperçu général
En 2009, la population active s’élevait à 219 personnes, dont 16 chômeurs (38 fin 2011). Ces travailleurs sont majoritairement salariés (76 %) et travaillent majoritairement hors de la commune (77 %). L’essentiel des emplois de la commune se trouve dans le secteur tertiaire.

### Agriculture

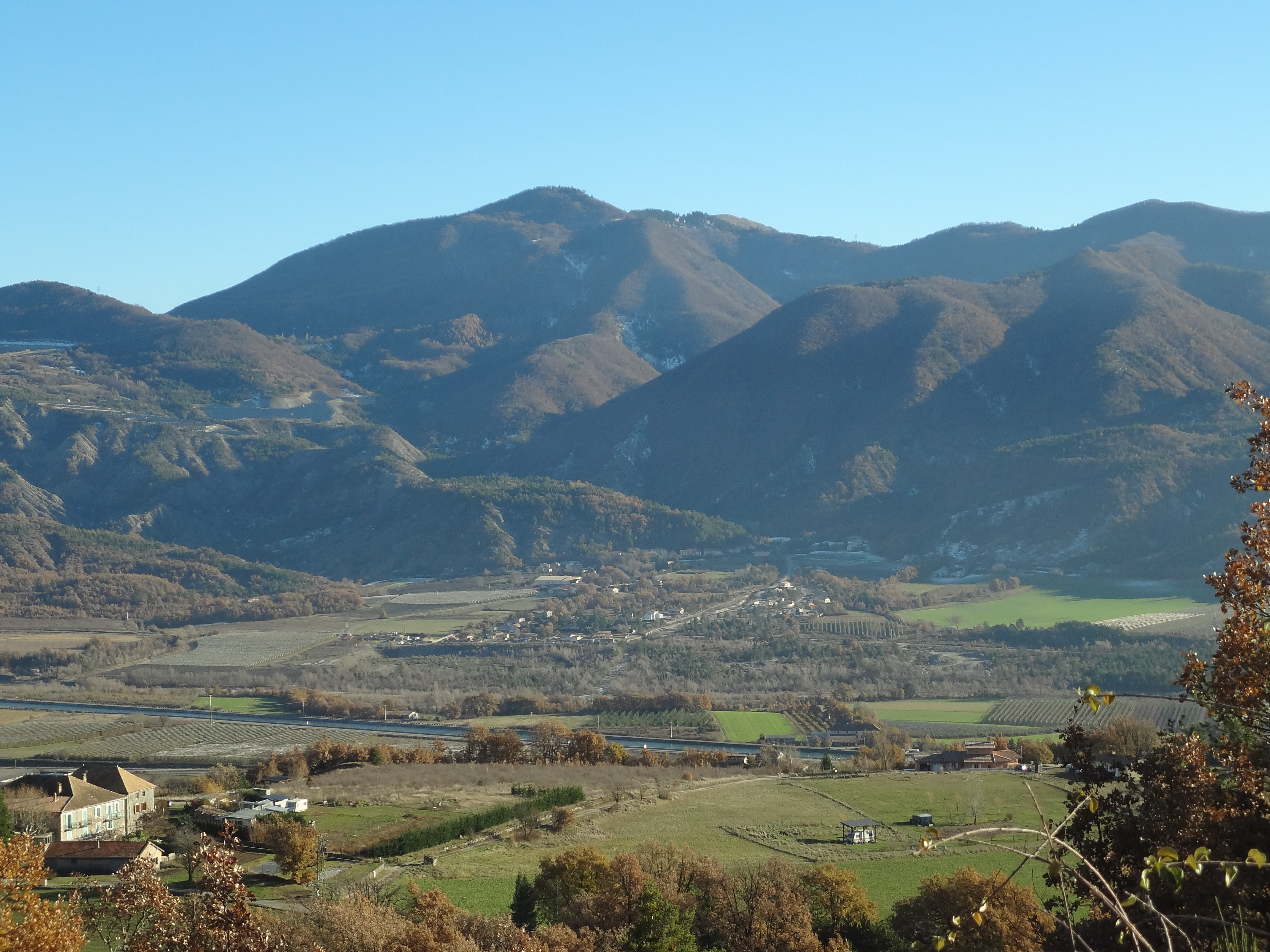
Ce cliché présente un aperçu du terroir, couvert de vergers en plaine et de forêts dans les collines.

Fin 2010, le secteur primaire (agriculture, sylviculture, pêche) comptait 18 établissements actifs au sens de l’Insee (exploitants non-professionnels inclus) et 6 emplois salariés.
Le nombre d’exploitations professionnelles, selon l’enquête Agreste du ministère de l’Agriculture, est de 12 en 2010. Il était de 20 en 2000, de 19 en 1988. Actuellement[Quand ?], ces exploitants sont essentiellement tournés vers l’arboriculture (6 exploitants). De 1988 à 2000, la surface agricole utile (SAU) a fortement augmenté, de 273 à 408 ha. La SAU a légèrement diminué lors de la dernière décennie, à 368 ha.
L'activité agricole de la commune est centrée sur trois pôles : la culture du blé, ainsi que la production fruitière et la production maraichère.
Jusqu’au milieu du XXe siècle, la vigne était cultivée dans la commune, uniquement pour l’autoconsommation. Cette culture a depuis été pratiquement abandonnée, et en 2005, les surfaces plantées en vigne étaient réduites à un ou deux hectares.

### Industrie

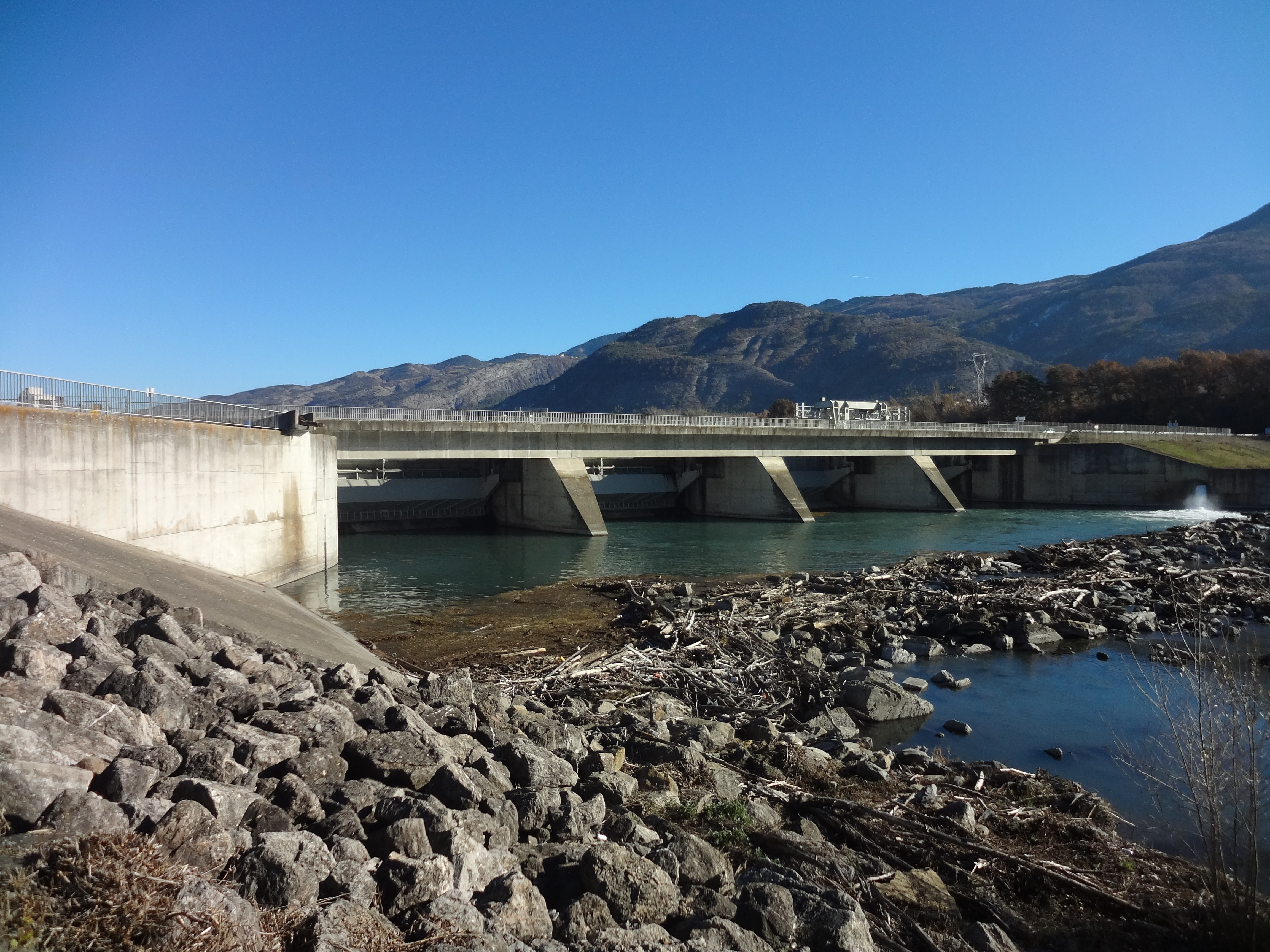
Déversoirs du barrage de La Saulce.

Fin 2010, le secteur secondaire (industrie et construction) comptait 13 établissements, employant deux salariés.
Une centrale hydroélectrique est installée sur la commune voisine de Tallard depuis 1966, tout en portant le nom de Curbans. Elle utilise les eaux du barrage d'Espinasses qui dévie une partie du cours de la Durance. Son canal de fuite est situé à Curbans, et se jette dans le lac créé par la retenue de La Saulce-Curbans.
Le groupe Suez a choisi la commune de Curbans pour installer une des plus grandes centrales solaires photovoltaïques de France. Elle est installée au col de Blaux et offre une puissance crête de 33 MW. Le bail signé le 5 février 2010, après accord préfectoral, est prévu pour 30 ans. Le raccordement au réseau existant d'EDF se fait sur une ligne qui relie Curbans à Toulon.

### Activités de services
Fin 2010, le secteur tertiaire (commerces, services) comptait 19 établissements (avec 5 emplois salariés), auxquels s’ajoutent les 3 établissements du secteur administratif (regroupé avec le secteur sanitaire et social et l’enseignement), salariant 11 personnes.
D'après l’Observatoire départemental du tourisme, la fonction touristique est assez importante pour la commune, avec entre 1 et 5 touristes accueillis par habitant, l’essentiel de la capacité d'hébergement étant marchande. Plusieurs structures d’hébergement à finalité touristique existent dans la commune :
- un camping[78];
- quelques meublés[79];
- des chambres d’hôtes[80].

Les résidences secondaires apportent un complément minime à la capacité d’accueil : au nombre de 21, elles représentent moins de 11 % des logements. 5 résidences secondaires possèdent plus d’un logement,.

## Lieux et monuments
Un sentier de randonnée pédestre part du Caire et emprunte les itinéraires traversant la zone où s’était établi le maquis Robespierre en 1943.
Le château de Rousset, à deux étages, est reconverti en ferme. Les gypseries intérieures permettent de le dater des années 1770-1780 ; il subsiste une tour ronde, à l’écart, d’un château précédent (XVIIe siècle) .

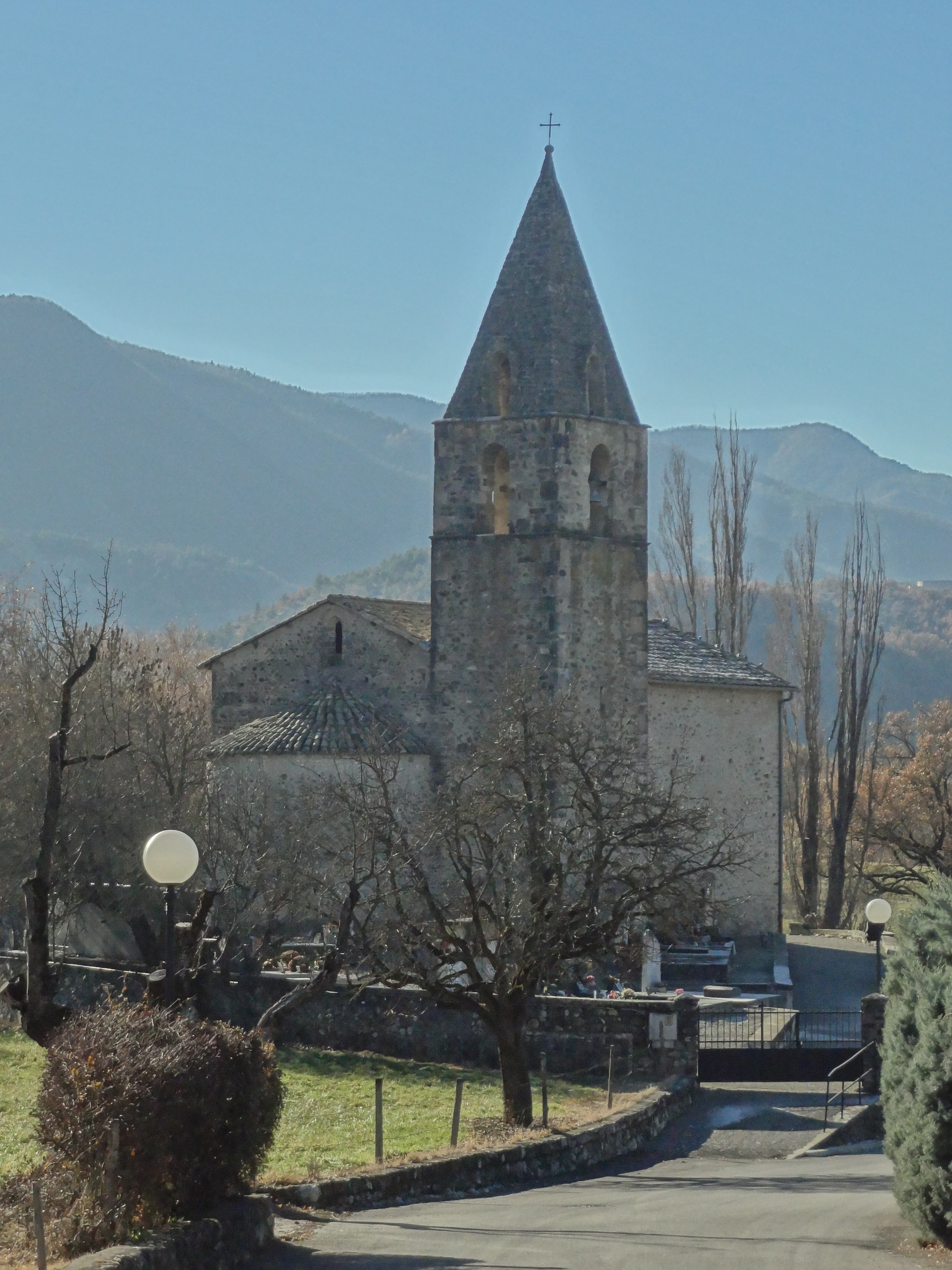
Chapelle Saint-Pierre.

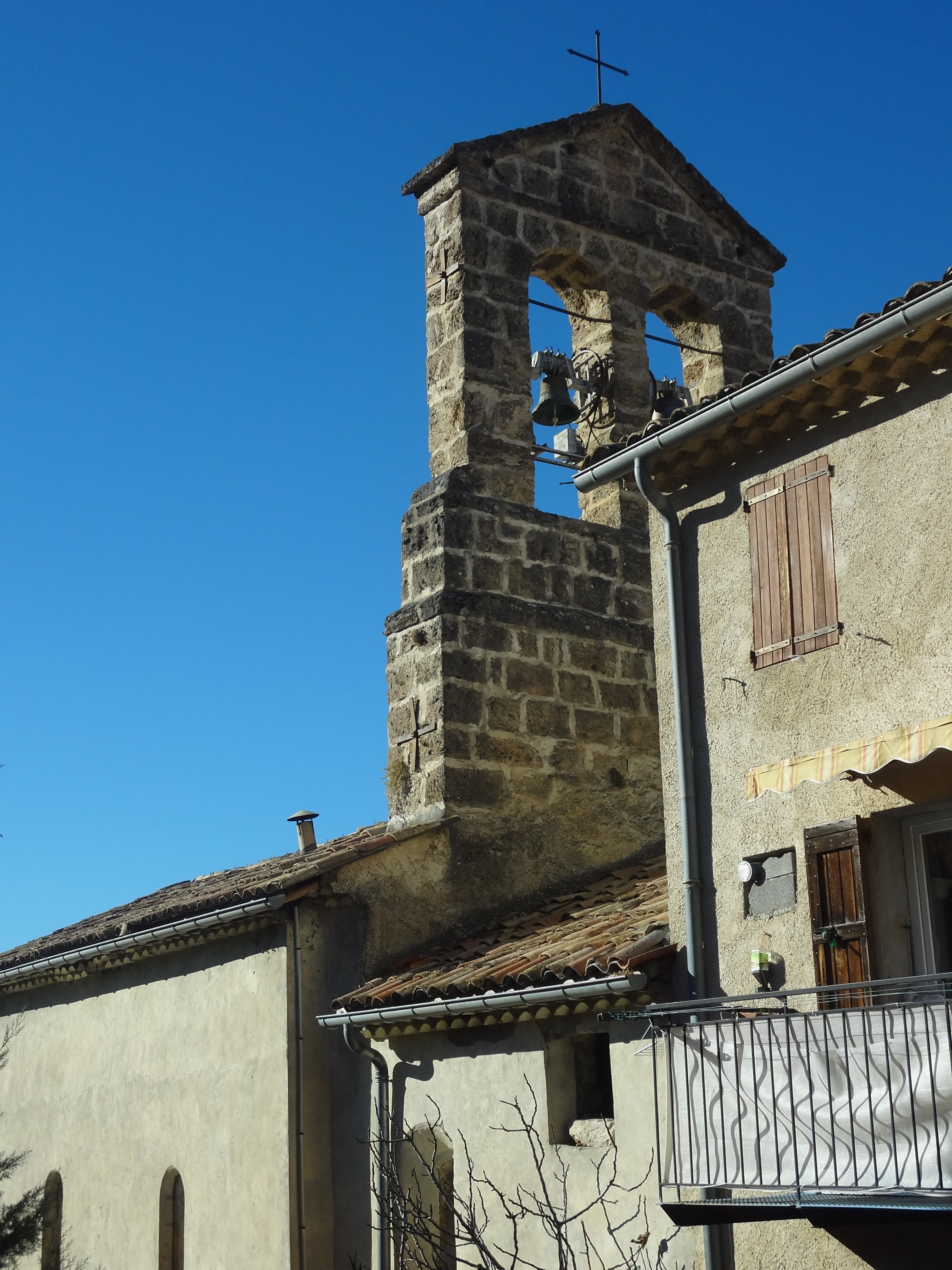
Clocher-mur de l’église paroissiale.

L’ancienne église paroissiale, aujourd’hui chapelle Saint-Pierre, est située au cimetière . Inscrite à l’inventaire supplémentaire des monuments historiques, elle date des XIIIe et XIVe siècles. Son clocher-mur est surmonté d’un fronton triangulaire . La base des murs, en appareil de galets, peut être plus ancienne. Il est possible que la voûte soit fausse, en considérant la minceur des murs. Elle n’est éclairée que par trois petits vitraux. L’abside basse et voûtée en cul-de-four, et la façade à baie géminée sont romanes et datent du premier état de l’église (XIe siècle). Les murs sont construits en appareil régulier sur le chevet, en moellons et galets ailleurs . En 1599, son toit a disparu (guerres de religion), et il n’est reconstruit qu’entre 1650 et 1687 . Quelques pierres de chaînage d’angle du clocher sont en marbre rose.
L’actuelle église paroissiale Notre-Dame est au sommet du village : elle est le siège de la paroisse depuis le XVIIe siècle,.
L’oratoire Sainte-Anne, à la sortie du village, fait 4 m de haut et date de 1676 (restauration en 1969) .
La chapelle du prieuré Notre-Dame-de-l’Immaculée-Conception, orientée au sud, est située au hameau du Pin. Elle est rattachée à la paroisse de Curbans au XVIIe siècle. La chapelle Saint-Joseph-et-Saint-François, au col de Blaux, était en ruines. La mairie en a fait raser les restes avec ceux du village.
- Pont-barrage de la Saulce

## Équipements et services
Le bureau postal le plus proche se trouve à La Saulce, dans le département des Hautes-Alpes, ce qui explique que le code postal de Curbans commence par 05, et non 04.

### Transports collectifs
Plusieurs services de bus sont organisés pour les scolaires, vers Gap et Tallard. Une liaison régulière en bus est également mise en place vers Gap, Marseille et Nice, grâce à la proximité de l'A51.
La gare la plus proche est située à Gap, l'aéroport à Marseille.

### Enseignement

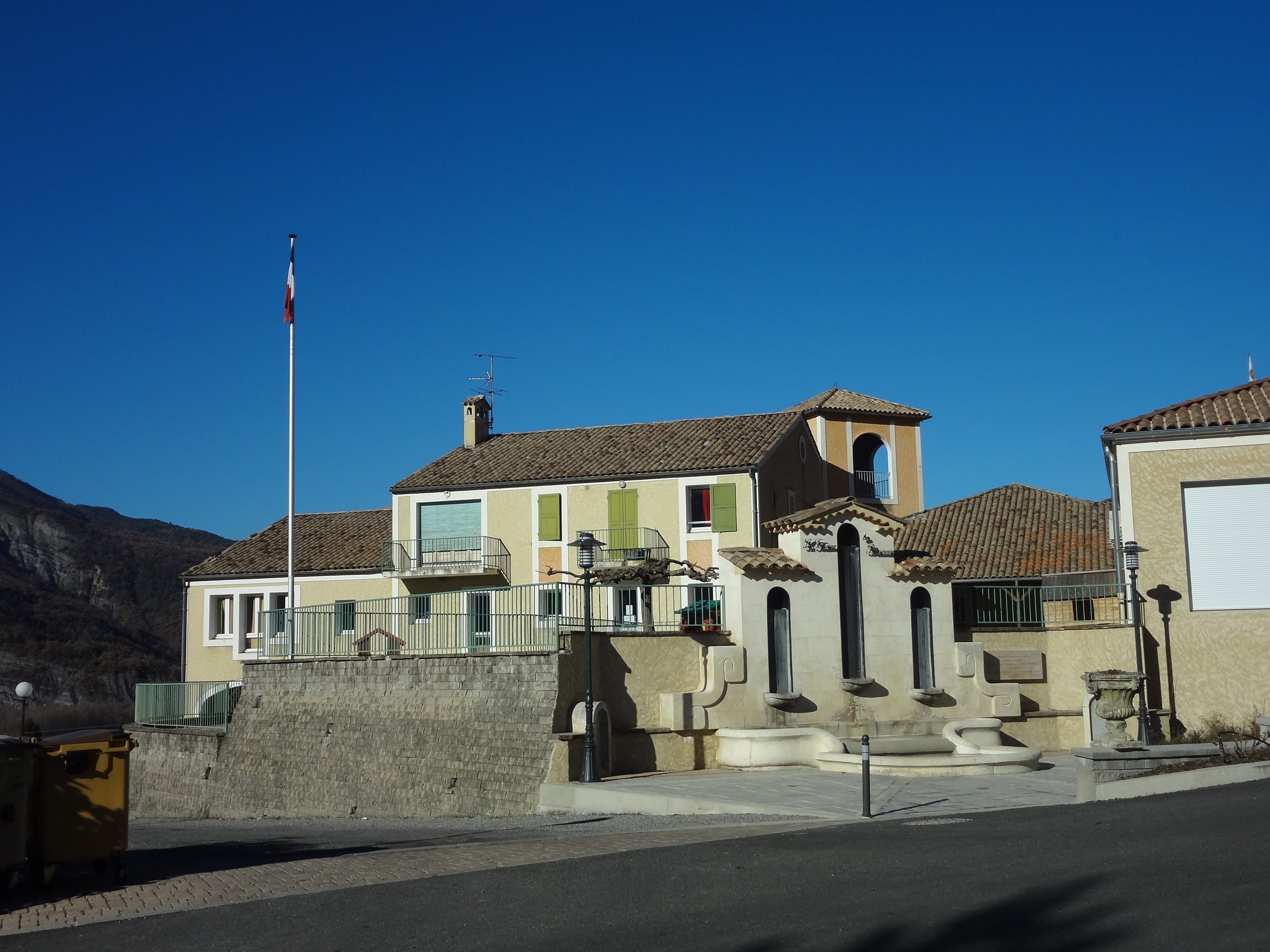
École de Curbans (au premier plan, la fontaine des Braconniers).

La commune est dotée d’une école primaire. Les collégiens dépendent du collège de Tallard, et dispose d'une navette par bus pour s'y rendre. La grande majorité des lycéens se rendent à Gap, sauf pour la section hôtelière (sur Sisteron).

### Sports
La commune dispose d'un "mini-stade", inauguré le 2 janvier 2010, pour le football, le basket-ball, l'athlétisme et le tennis. Des cours d'arts martiaux et de fitness sont proposés à la salle polyvalente.

### Santé
La commune ne compte ni médecin, ni infirmier. Les professionnels de santé les plus proches se trouvent dans les communes voisines de Tallard, La Saulce et La Motte-du-Caire.

## Vie locale

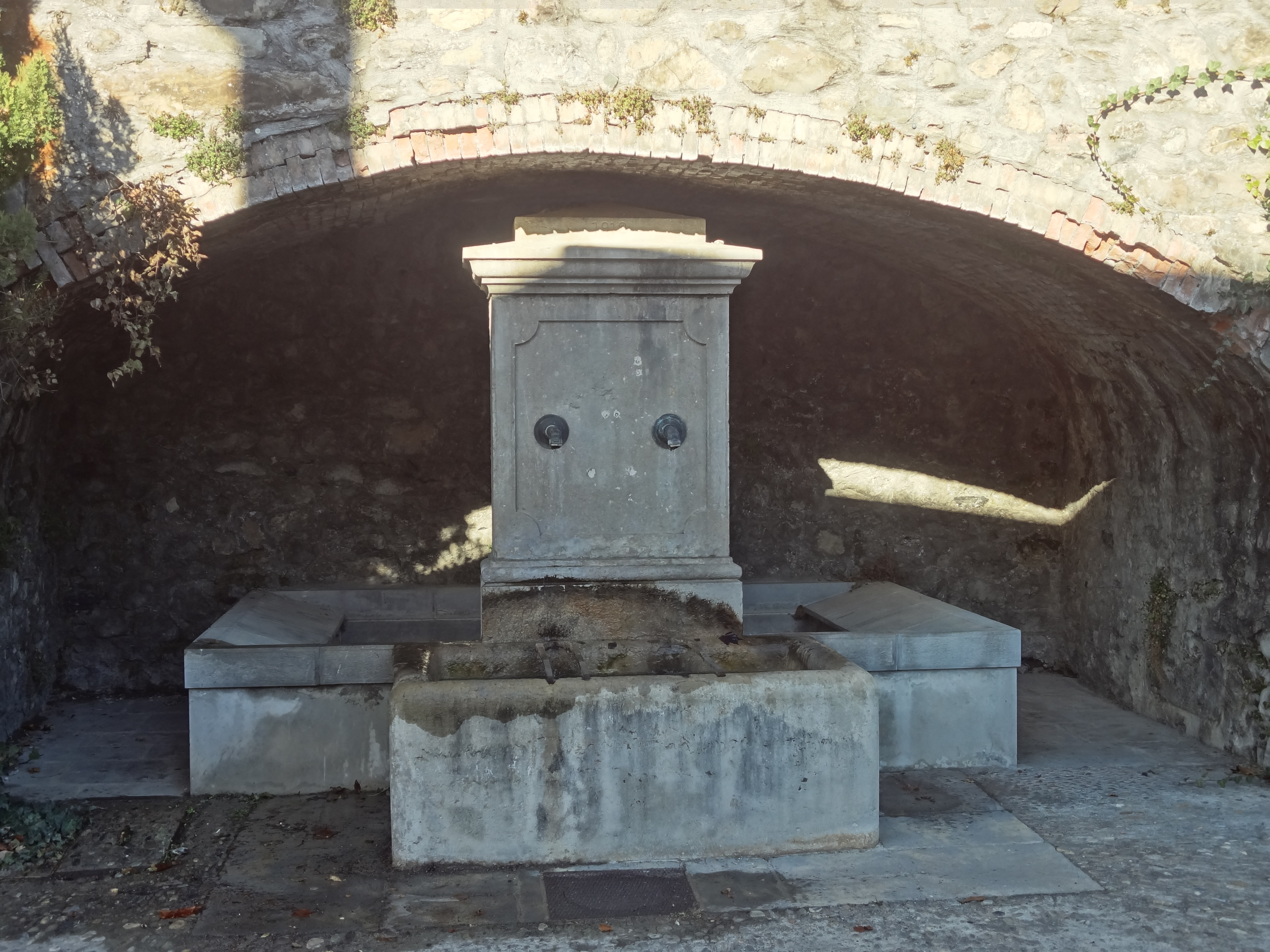
Fontaine du village (1873).

### Cultes
- Fontaine du village

## Personnalités liées à la commune
- Son seigneur Jean Charles François de Burle, député aux États généraux de 1789 et à l’Assemblée constituante (1789-1791).
- le poète du Félibrige Joan-Baptista Gra de son nom occitan, né en 1831 à Curbans et curé de Céreste